# Perpetuum-Ebner
Das Unternehmen Perpetuum Ebner wurde 1911 von Josef Steidinger nach dessen Austritt aus der mit seinem Bruder Christian gemeinsam geführten Firma Dual in St. Georgen im Schwarzwald gegründet und war damit eines der ältesten Phonounternehmen weltweit. 
Die Firma produzierte zunächst als „Perpetuum Schwarzwälder Federmotoren und Automatenwerke“ Federlaufwerke und ab 1920 auch Grammophone. Als Josef 1925 starb, wurde Perpetuum von seinen Söhnen Hermann und Arthur sowie der Tochter Hermine Steidinger weitergeführt. Die Firma wird in „PERPETUUM - Spezialfabrik für Sprechmaschinenlaufwerke, Steidinger & Co. KG, St. Georgen / Schwarzwald“ umbenannt.

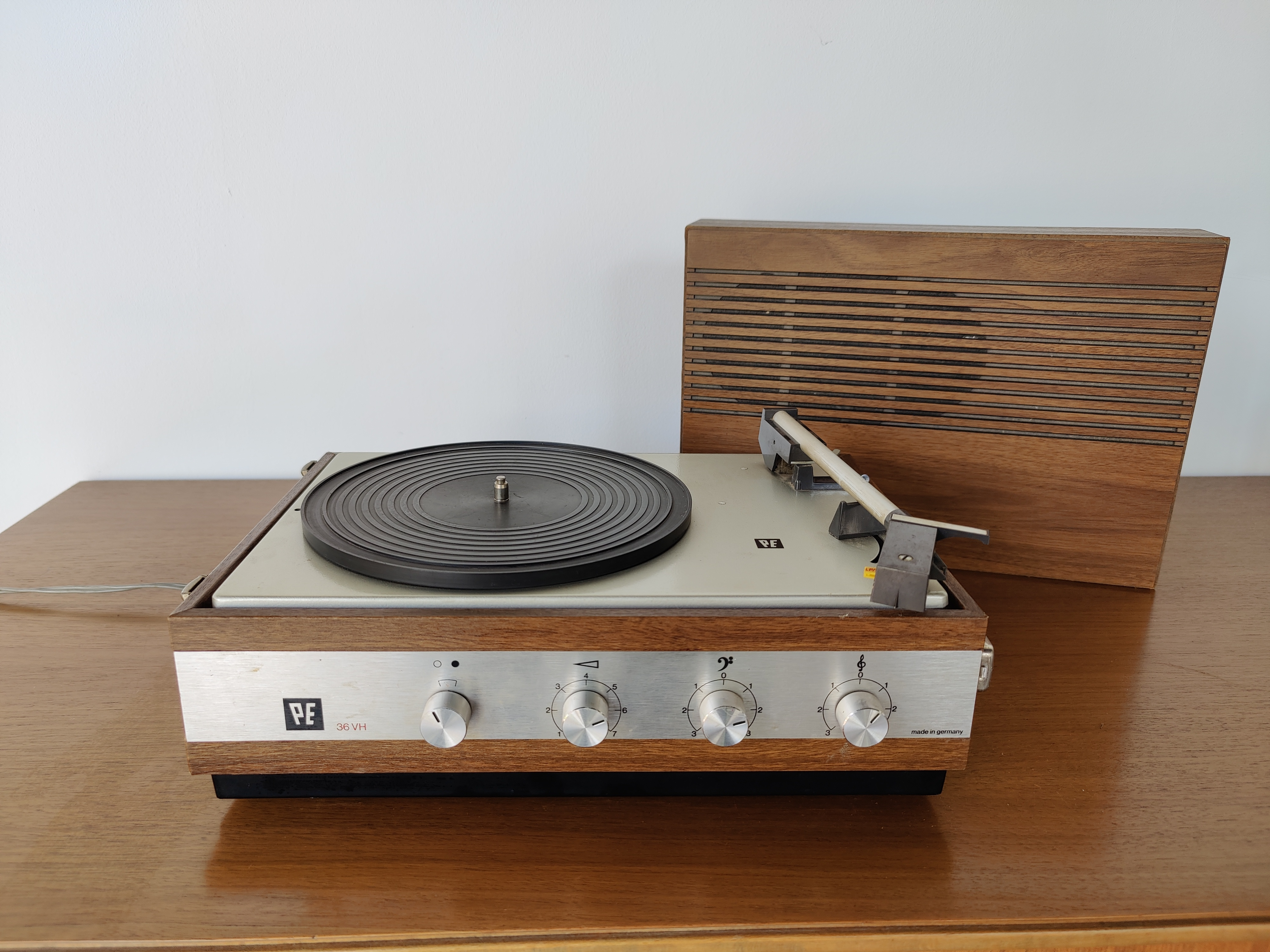
Schallplattenspieler PE 36 VH, ca. 1970

1936 heiratete Hermine Steidinger den Cannstatter Entwickler und Fabrikanten Albert Ebner (1891–1956). Nach der Heirat wurde die Firma in „Perpetuum - Ebner, Fabrik für Feinmechanik und Elektrotechnik, Steidinger & Co. KG (PE)“ umbenannt.
PE expandierte nach dem Zweiten Weltkrieg und war in den 1950er-Jahren einer der größten Phonohersteller des Kontinents. Ende der 1960er Jahre hatte PE rund 1200 Beschäftigte und war ein wichtiger Arbeitgeber in St. Georgen. Bis heute steht der Name PE neben Dual und Saba als Synonym für hervorragende Qualität in der Unterhaltungselektronik. 1971 wurde die ins Schlingern gekommene Firma von Dual übernommen.
Seit dem Jahr 2015 entwickelt, produziert und vertreibt die Firma WE Audio Systems am Standort St. Georgen wieder Plattenspieler unter dem Markennamen Perpetuum Ebner (PE).